# Uchamühle
Uchamühle ist ein Gemeindeteil des Marktes Moosbach im Oberpfälzer Landkreis Neustadt an der Waldnaab, Bayern.

## Geographische Lage
Die Einöde Uchamühle liegt am Uchabach einen Kilometer südlich von Etzgersrieth. Der Uchabach entspringt dem Kochlöffelbrunnen und dem Kaltbrunnen an den Hängen des 748 m hohen Schwangbühls und mündet etwa 3 km nordwestlich von Uchamühle bei Böhmischbruck in die Pfreimd.

## Geschichte
Uchamühle existierte bereits im 15. Jahrhundert. Zum Stichtag 23. März 1913 (Osterfest) wurde Uchamühle als Teil der exponierten Kooperatur Etzgersrieth und damit zur Pfarrei Böhmischbruck gehörig mit einem Haus und neun Einwohnern aufgeführt.
Am 31. Dezember 1990 hatte Uchamühle drei Einwohner und gehörte zur Expositur Etzgersrieth und zur Pfarrei Böhmischbruck. Heute (2013) gehört Uchamühle mit der Expositur Etzgersrieth zur Pfarrei Moosbach im Dekanat Leuchtenberg.